# Општина Добој Југ
Општина Добој Југ је општина у Федерацији Босне и Херцеговине, БиХ.

## Географија
Настала је после Дејтонског споразума од дела предратне општине Добој. Налази се у Зеничко-добојском кантону и граничи се са општинама Тешањ и веома малом општином Усора. Спада међу најмање и најсиромашније општине у Босни и Херцеговини.

## Насељена мјеста
У општини се налазе два насеља: Матузићи (које је и седиште општинске управе) и Мравићи. На том подручју се река Усора улива у реку Босну.